# Municipio de Jackson (condado de Clermont)
El municipio de Jackson (en inglés: Jackson Township) es un municipio ubicado en el condado de Clermont en el estado estadounidense de Ohio. En el año 2010 tenía una población de 2980 habitantes y una densidad poblacional de 36,72 personas por km².

## Geografía
El municipio de Jackson se encuentra ubicado en las coordenadas 39°7′58″N 84°2′17″O / 39.13278, -84.03806. Según la Oficina del Censo de los Estados Unidos, el municipio tiene una superficie total de 81.15 km², de la cual 80,68 km² corresponden a tierra firme y (0,57 %) 0,47 km² es agua.

## Demografía
Según el censo de 2010, había 2980 personas residiendo en el municipio de Jackson. La densidad de población era de 36,72 hab./km². De los 2980 habitantes, el municipio de Jackson estaba compuesto por el 98,02 % blancos, el 0,7 % eran afroamericanos, el 0,17 % eran amerindios, el 0,1 % eran asiáticos, el 0,2 % eran de otras razas y el 0,81 % eran de una mezcla de razas. Del total de la población el 0,77 % eran hispanos o latinos de cualquier raza.